# Серце Карла

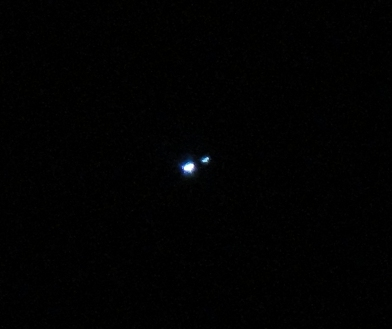
Фото зорі 1 березня 2011 року

Хара, також Серце Карла (α Гончих Псів, HD 112413) — найяскравіша зоря сузір'я Гончих Псів (приблизно 2,9m), хімічно пекулярна, подвійна зоря.
Система перебуває на відстані близько 110 світлових років від Сонця.
Один із компонентів подвійної системи — α2 — є змінною спектрального класу A0 і слугує прототипом класу змінних.

## Історія назви
Назва зорі — Хара — є ім'ям однієї з міфологічних собак Аркада, який асоціюється із сусіднім сузір'ям Волопаса (ім'ям другої собаки — Астеріон — названо β Гончих Псів).
Також для зорі вживається назва «Серце Карла» (лат. Cor Caroli). 1660 року Чарльз Скарборо запропонував для сузір'я, що містило єдину зорю α Гончих Псів, назву Cor Caroli Regis Martiris (Серце Карла, Короля Мученика). Сузір'я було присвячено Карлу I, страченому Кромвелем в 1649 році, батькові короля Карла II, при дворі якого й перебував Чарльз Скарборо. В атласах XVIII століття і пізніше фіксується помилкова назва — Серце Карла II. Сузір'я проіснувало до кінця XIX століття. Після скасування сузір'я назва лишилася за α Гончих Псів.[джерело?]

## Змінність
Телескоп Гіппаркос зареєстрував  фотометричну змінність зорі з періодом 5,47 доби в межах від  Hmin= 2,90 до  Hmax= 2,82.

## Пекулярність
Зоряна атмосфера HD112413 має підвищений вміст 
європію.
Спектр зорі вказує на наявність магнітного поля у її зоряній атмосфері.
Напруженість повздовжної компоненти поля, оціненої з аналізу
наявних ліній металів,
становить 1531,3± 500,8 Гаус.